# Georg Fröhlich
Georg Fröhlich (Rochlitz, 17 marzo 1988) è un pilota motociclistico tedesco.

## Carriera
Nel 2003 conquista un podio nell'Europeo classe 125 classificandosi diciottesimo in campionato, nono nel 2004 e quinto nel 2005.
Per quanto riguarda le competizioni del motomondiale ha sempre gareggiato nella classe 125 in sella a moto Honda e Malaguti, accumulando 9 partecipazioni tra il motomondiale 2004 e il motomondiale 2007. Sempre nel 2007 vince il campionato tedesco della classe 125 con una Honda. Nel 2004 gareggia nel Gran Premio inauguale del Mugello nel campionato italiano 125 come wild card senza punti classificandosi sesto con una Honda RS 125 R.
Nel 2010 partecipa alle gare del campionato tedesco Supersport.

## Risultati nel motomondiale
| 2004 | Classe | Moto  |  |    |  |  |  |  |  |    |    |    |  |  |  |  |  |  |  |  | Punti | Pos. |
| ---- | ------ | ----- |  | -- |  |  |  |  |  | -- | -- | -- |  |  |  |  |  |  |  |  | ----- | ---- |
| 2004 | 125    | Honda |  | 22 |  |  |  |  |  | 23 | 20 | 25 |  |  |  |  |  |  |  |  | 0     |      |

| 2006 | Classe | Moto             |  |  |  |  |  |  |  |    |    |    |    |  |  |  |  |    |  |  | Punti | Pos. |
| ---- | ------ | ---------------- |  |  |  |  |  |  |  | -- | -- | -- | -- |  |  |  |  | -- |  |  | ----- | ---- |
| 2006 | 125    | Honda e Malaguti |  |  |  |  |  |  |  | 23 | 32 | 19 | NE |  |  |  |  | 29 |  |  | 0     |      |

| 2007 | Classe | Moto  |  |  |  |  |  |  |  |  |  |    |    |  |  |  |  |  |  |  | Punti | Pos. |
| ---- | ------ | ----- |  |  |  |  |  |  |  |  |  | -- | -- |  |  |  |  |  |  |  | ----- | ---- |
| 2007 | 125    | Honda |  |  |  |  |  |  |  |  |  | 14 | NE |  |  |  |  |  |  |  | 2     | 28º  |

| Legenda | 1º posto        | 2º posto            | 3º posto            | A punti      | Senza punti        | Grassetto – Pole position Corsivo – Giro più veloce |
| Legenda | Gara non valida | Non qual./Non part. | Ritirato/Non class. | Squalificato | '-' Dato non disp. | Grassetto – Pole position Corsivo – Giro più veloce |